# Szalay József (gyógyfürdő-tulajdonos)

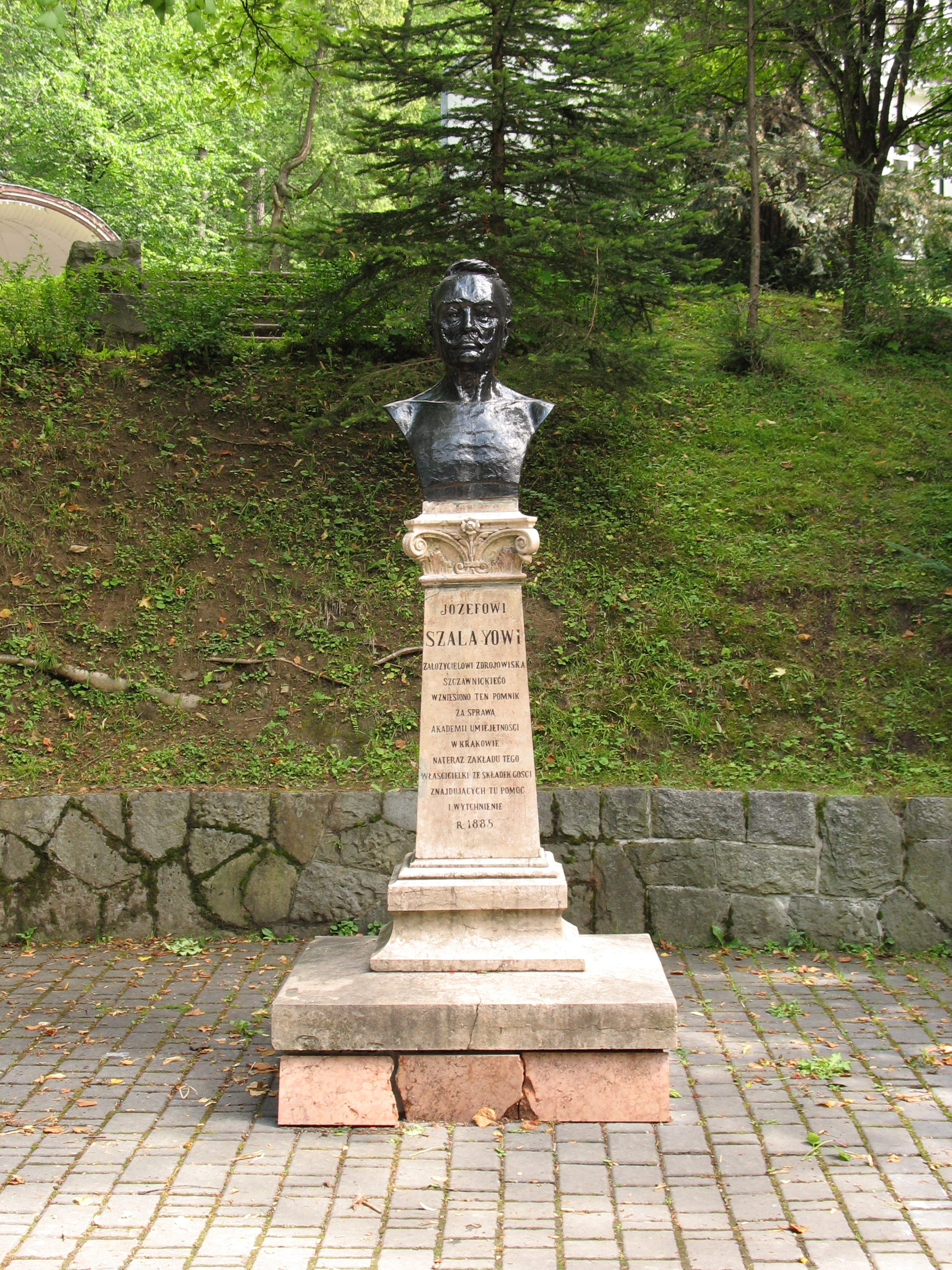
Szalay József mellszobra a Felső Parkban

Szalay József (lengyelül Józef Szalaj; Drohobycz, ma Ukrajna, 1802 – Szczawnica, ma Lengyelország, 1876. május 11.) Szczawnica gyógyfürdőhely alapítója, amelyet apjától, Szalay Istvántól örökölt 1839-ben.

## Életútja
Az elszánt Szalay József olyan gyógyfürdőhellyé akarta változtatni a Szczawnicát, amely versenyképes Európa legismertebb gyógyhelyeivel. Az ő kezdeményezéséből megépültek: a műhelyi kápolna, első fürdőszobák, étterem, (amelyek máig a lengyel gyógyfürdői építészet példaképei) és a bájos panziókat. Nagy hangsúlyt fektetett a felfedezett források korszerű kiépítésére. A források: „Magdaléna”, „János”, „Simon”, „Valeria”, „Heléna” és „Angéla” (az utolsó kettő kimerült).
Kibővítette és modernizálta a Felső Gyógyfürdő Parkot, megépítette a fedett járdákat, az esőben sétáló páciensek, kezeltek érdekében és a Pienini Út első szakaszát. Szalay igyekezett reklámozni a gyógyfürdőt. Aktivizálta az ott lakó „guralokat”, megfestette az első szczawnicai nemes családok címereit. Kiadta az első szczawnicai útmutatót és a „Szczawnickiék Albumát” saját rajzaival a Pieniny hegység-ről és a gyógyhelyről. Megszervezte az első tutajos túrát a Dunajec hegyi folyón.
Az ő felügyelete alatt Szczawnica ténylegesen ismert és szeretett nyaralóhelye lett az arisztokráciának és a művészeti köröknek.
1860 körül egy szezonban kb. 1200 ember látogatott el a városba. Itt nyaraltak többek között a legnagyobb lengyel költők, írók, festők (Cyprian Kamil Norwid, Henryk Sienkiewicz, Jan Matejko, Bolesław Prus).
Szalay végrendelete szerint az egész szczawnicai Gyógyfürdőhely az 1872-ben alapított krakkói Lengyel Művészeti Akadémia tulajdona lett. Rendelkezésének a jelentősége olyan volt, mint 1825-ben Széchenyi Istváné a Magyar Tudományos Akadémia vonatkozásában. Ez a vagyon teremtette meg a lengyel akadémia működésének az alapjait. Hálából a lengyelek megfestették Szalay portréját, és az akadémia díszcsarnokában helyezték el. 2002-ben Szczawnicában felavatták emléktábláját, és felújították mellszobrát.
Az Akadémia 1909-ben értékesítette a fürdőt, és a család leszármazottai a II. világháborút követő államosítás után 2005-ben kapták vissza azt.